# 150118 Petersberg
150118 Petersberg este o planetă minoră (asteroid) din centura de asteroizi. A fost descoperită pe 18 septembrie 1993 la Tautenburg de Freimut Börngen și a fost numită după Petersberg⁠(d). 
Obiectul prezintă o orbită caracterizată de o semiaxă mare de 3,0868115027096 UAi, o excentricitate de 0,3, o înclinație de 3,1 ° în raport cu ecliptica.